# Les Bordes (Yonne)
Les Bordes is een gemeente in het Franse departement Yonne (regio Bourgogne-Franche-Comté) en telt 478 inwoners (2005). De plaats maakt deel uit van het arrondissement Sens.

## Geografie
De oppervlakte van Les Bordes bedraagt 18,5 km², de bevolkingsdichtheid is 25,8 inwoners per km².
De onderstaande kaart toont de ligging van Les Bordes (Yonne) met de belangrijkste infrastructuur en aangrenzende gemeenten.

## Demografie
Onderstaande figuur toont het verloop van het inwonertal (bron: INSEE-tellingen).